# Балка Куряча
Балка Куряча (рос. Б. Ялы; б.Куряча) — балка (річка) в Україні у Мар'їнському районі Донецької області. Ліва притока річки Сухі Яли (басейн Дніпра).

## Опис
Довжина річки приблизно 7,97 км, найкоротша відстань між витоком і гирлом — 7,25  км, коефіцієнт звивистості річки — 1,10 . Формується декількома безіменними струмками та загатами.

## Розташування
Бере початок на південно-східній околиці села Славне. Спочатку тече переважно на південний захід через село, далі тече переважно на північний захід через село Новомихайлівку і впадає у річку Сухі Яли, ліву притоку річки Вовчої.

## Цікаві факти
- Від витоку балки на південно-східній стороні на відстані приблизно 4,33 км пролягає автошлях Н20[3] (автомобільний шлях національного значення на території України, Слов'янськ — Донецьк — Маріуполь. Розташований на території Донецької області.).
- У XX столітті на балці біля села Славне існувала 1 газова свердловина[2].